# Пустынь (Костромской район)
Пустынь — деревня в Костромском районе Костромской области. Входит в состав Сандогорского сельского поселения.

## География
Находится в юго-западной части Костромской области на расстоянии приблизительно 38 км на север по прямой от железнодорожной станции Кострома-Новая на берегах реки Андоба.

## История
Известно, что приблизительно до конца XVI века здесь существовал небольшой Успенский мужской монастырь, в начале XVII века на месте монастыря уже находился погост. Позднее на месте монастыря возникла деревня, до 1764 года принадлежавшая Троице-Сергиевой Лавре. Тогда большинство жителей Пустыни были старообрядцами. Ещё в 1840 году была нанесена на карту Шуберта. В 1872 году здесь было учтено 19 дворов, в 1907 году здесь отмечено было 56 дворов. В начале XX века местную часовню перестроили в Казанскую старообрядческую церковь, освящённую в 1908 году. В 1911 году в деревне была также открыта единоверческая Сергиевская церковь. В советское время церкви закрыли, работали колхозы «Красная новь» и им. Калинина.

## Население
Постоянное население составляло 130 человек (1872 год), 230 (1897), 283 (1907), 44 (1988), 19 в 2002 году (русские 100 %), 8 в 2022.